# グロスモント大学
グロスモント大学（グロスモントだいがく、英: Grossmont College）は、カリフォルニア州サンディエゴ市郊外のエルカホンにある州立コミュニティ・カレッジ。
カリフォルニア州大学システムが運営する。キュヤマカ大学との姉妹校でもある。
サンディエゴ近郊にあるUCSD、サンディエゴ州立大学、サンディエゴ大学や、その他のカリフォルニア大学あるいはカリフォルニア州立大学への編入システムが充実している。その他にも、職業訓練や、準学士号等のシステムもあり、会計や、コミュニケーション等が人気である。
費用等は、留学生にとっても比較的控えめに設定してあり、地元学生にとっては、かなり経済的に通える。
在学生徒数は2014年度において留学生含め18,095人

## キャンパスライフ
大学自体は丘の上に立っているようなイメージで交通には車が適切と思われるが、いくつか駐車場があるにもかかわらず、車で通学する学生が多いため、駐車スペースを探すのが大変である。大学内にある駐車場には交番があり、駐車場のパトロールにあたっている。
キャンパス内は全面禁煙で、喫煙が発覚した場合、罰金400ドルを支払わなければならない。
なお、駐車場を利用する者は、事前に駐車許可書をオンラインにて購入するか、一日だけ利用する場合はその都度、駐車料金を支払わなければならない。1ヶ月の駐車許可書は40ドルであり、1日の使用料金は2ドルである。
駐車場の使用可能な日時および時間帯は月曜日〜木曜日は午前7時〜午後11時迄。金曜日と土曜日は午前7時〜午後5時迄。
しかしオートバイについては専用駐車場にて無料で駐車可能である。
留学生の比率が著しく高く、キャンパス内では様々な国籍の生徒が見られる。カレッジキャンパス内の憩いの場、グリフィンセンターの屋根にはキューブ状のイルミネーションが設置されており夜になると光る。
キャンパス周辺にも多種多様なアミューズメント施設があり、グロスモントセンター（超大型ショッピングモール）、オンキュービリヤード（ビリヤード場）、セブンイレブン等に徒歩でのアクセスが可能。  
学生達により開かれているクラブ活動も盛んで、アラブ語クラブや討論クラブ、インターナショナルクラブ等非常にバラエティーに富んだクラブが多数ある。
2016年10月18日の午後3時頃、グロスモントカレッジキャンパス内の駐車場に銃を持って歩いている部外者が居ると通報があり、キャンパス内の安全確保の為教室内外の封鎖を行うという事件が発生した。周囲の確認の結果、問題なしと確認され、一時間後の午後4時頃教室及びキャンパス内の建物が解放された。

## 評判
グロスモント大学はサンディエゴ群内有数のコミュニティカレッジの一つであり、上記にあるようにサンディエゴ州立大やUCSD（カリフォルニア大学サンディエゴ校）等有名校への編入システムが充実しており地元出身の生徒のみならず様々な国から交換留学生が在籍している。
また、150を越える準学士号取得プログラムも充実しており、毎年およそ1500を越える生徒が一般教養、芸術、理数系の準学士号を取得している。
大学内の教授達はグロスモント大学自体のレベルや内向的な生徒達とは打って変わり、授業や大学運営に精力的である。